# Minh Đại Tông
Minh Đại Tông (chữ Hán: 明代宗; 21 tháng 9 năm 1428 – 23 tháng 3 năm 1457), là vị Hoàng đế thứ bảy của nhà Minh trong lịch sử Trung Quốc. Trong 7 năm trị vì ngắn ngủi của mình, ông chỉ sử dụng một niên hiệu duy nhất là Cảnh Thái (景泰), do đó còn gọi là Cảnh Thái Đế (景泰帝).

## Lên ngôi trị vì
Cảnh Thái đế có tên là Chu Kì Ngọc (朱祁鈺). Ông là con trai thứ hai của Minh Tuyên Tông Tuyên Đức Đế và mẹ là Vinh Tư Hiền phi Ngô thị. Nhân lúc vua anh là Minh Anh Tông bị bộ tộc Ngõa Lạt của Mông Cổ bắt, ông kế vị anh mình và cai trị từ năm 1449 đến năm 1457.
Năm 1450, sau khi biết được nhà Minh đã có vua mới, Anh Tông được Mông Cổ trả về, bị Đại Tông quản thúc Diên An cung, hay còn gọi là Nam Cung, tôn làm Thái Thượng hoàng, mặc dù ngôi vị này trước nay chỉ dành cho cha của Hoàng đế.
Trong thời kỳ cai trị của Đại Tông, cùng với sự trợ giúp của Vu Khiêm, ông đặc biệt chú ý những vấn đề ảnh hưởng đến sự phát triển của đất nước. Đại Tông cho sửa sang lại kênh đào Đại Vận Hà cũng như những hệ thống đê điều dọc theo sông Hoàng Hà. Nền kinh tế dưới thời Cảnh Thái Đế cực kỳ thịnh vượng và quân đội cũng hùng mạnh hơn.
Năm 1452, con của Anh Tông là Thái tử Chu Kiến Thâm (Minh Hiến Tông sau này) bị phế truất, thay vào đó là Chu Kiến Tế - con trai vua Đại Tông. Tuy nhiên năm sau, Chu Kiến Tế chết yểu, có thuyết cho là bị đầu độc. Ngự sử Chung Đồng dâng sớ đề nghị phục hồi ngôi Thái tử cho Chu Kiến Thâm, nhưng Đại Tông không nghe, giận dữ sai đánh đòn Chung Đồng đến chết.
Minh Anh Tông bị canh giữ chặt chẽ. Hoạn quan Nguyễn Lãng và Vương Dao từng nhận đồ dùng do ông tặng mang ra ngoài, liền bị Đại Tông bắt giam, kết quả cả hai cùng chết. Đến năm 1455, Đại Tông theo kiến nghị của hoạn quan Cao Bình, sai chặt hết cây cối của cung Diên An để đề phòng những người lén lút vượt tường cao qua lại với Anh Tông
Tháng 12 năm 1456, Minh Đại Tông bị bệnh nặng. Tết nguyên đán 1457, Đại Tông không thể tự cử hành các lễ đầu năm, phải sai đại thần Thạch Hanh làm thay. Thạch Hanh đoán chắc Đại Tông sẽ không qua khỏi, liền bàn với Dương Thiện, Tào Cát Tường chuẩn bị đưa Anh Tông trở lại ngôi vị. Minh Đại Tông dự định sáng ngày 17 tháng giêng sẽ lâm triều. Sáng hôm đó khi trăm quan vào triều đợi từ canh 5, nhưng khi lên điện thì thấy Anh Tông xuất hiện, tuyên bố trở lại Hoàng vị. Ngay hôm sau, Anh Tông hạ lệnh bắt những người thân tín với Đại Tông như Vu Khiêm, Vương Văn. Sự kiện này được gọi là Đoạt môn chi biến (夺门之变).
Ngay sau khi trở lại ngôi vua, Minh Anh Tông phế truất Đại Tông đang bệnh nặng làm Thành vương như cũ, cho ra ở Tây cung. Chỉ mấy ngày sau Thành vương qua đời. Có ý kiến cho rằng ông bị Anh Tông sai người sát hại.
Sau khi Đại Tông qua đời, Anh Tông không cho táng tại Thập tam lăng như những Tiên đế đời trước. Thay vào đó, ông cho táng em mình tại một nơi riêng biệt, gọi là Cảnh Thái lăng (景泰陵), sử dụng nghi lễ của Hoàng tử.
Sau này, Minh Hiến Tông đã phục vị hoàng đế cho ông, truy thuỵ là Cung Nhân Khang Định Cảnh Hoàng đế (恭仁康定景皇帝). Nhà Nam Minh đặt miếu hiệu cho ông là Đại Tông, cải thụy là Phù Thiên Kiến Đạo Cung Nhân Khang Định Long Văn Bố Võ Hiển Đức Sùng Hiếu Cảnh Hoàng đế (符天建道恭仁康定隆文布武顯德崇孝景皇帝)

## Gia thất
- Cha: Minh Tuyên Tông Tuyên Đức Đế Chu Chiêm Cơ.
- Mẹ: Vinh Tư Hiền phi Ngô thị (榮思賢妃吴氏), sau nhà Nam Minh tôn làm Hiếu Dực Ôn Huệ Thục Thận Từ Nhân Khuông Thiên Tích Thánh Chương Hoàng hậu (孝翼溫惠淑慎慈仁匡天錫聖章皇后).

### Hậu phi
1. Phế hậu Uông thị (废后汪氏, 1427 - 1506), được lập làm hoàng hậu sau đó bị phế, Minh Vũ Tông truy thuỵ là Hiếu Uyên Cảnh Hoàng hậu (孝淵景皇后).
2. Hoàng hậu Hàng thị (杭皇后), nguyên là Quý phi, sau khi Uông hậu bị phế thì Đại Tông lập bà làm hậu, qua đời được truy thụy là Túc Hiếu Hoàng hậu (肅孝皇后) nhưng về sau bị Anh Tông phế truất thụy hiệu, sau này được nhà Nam Minh khôi phục tước hiệu. Là sinh mẫu của Thái tử Chu Kiến Tế.
3. Hoàng quý phi Đường thị (皇贵妃唐氏, ? - 1457), con gái của Đường Hưng (唐兴), tư sắc kiều diễm, được Đại Tông sủng ái nhất lục cung, phong làm Hoàng quý phi. Khi Anh Tông phục ngôi đã hạ lệnh tuẫn táng bà theo Minh Đại Tông và tước bỏ phong hiệu Hoàng quý phi của bà. Đường thị là phi tần cuối cùng bị tuẫn táng trong lịch sử nhà Minh.
4. Lý Tích Nhi (李惜儿), kỹ nữ ăn khách nhất thời đó, được Đại Tông hết mực sủng ái, tính tình nóng nảy nên bị đuổi khỏi hoàng cung.

### Hậu duệ

#### Hoàng tử
1. Chu Kiến Tế (朱見济, 1 tháng 8, 1448 - 21 tháng 3, 1453), mẹ là Hàng Hoàng hậu, chết yểu, có thuyết cho là bị đầu độc, được truy phong là Hoài Hiến Thái tử (怀献太子).

#### Hoàng nữ
1. Cố An Công chúa (固安公主, 19 tháng 2, 1449 - 20 tháng 3, 1491), mẹ là Uông Hoàng hậu. Năm 1470, hạ giá lấy Vương Hiến (王憲), có một con trai tên Vương Đạo (王道). Sau bị giáng thành Quận chúa, qua đời được phục vị Công chúa.
2. Nhị Công chúa (二公主), mẹ là Uông Hoàng hậu, xuất gia sau khi từ chối kết hôn, về sau không rõ tin tức.

## Phim ảnh
| Năm | Phim                   | Diễn viên    | Nhân vật    |
|     | 《Đại Minh Phong Hoa》 | Lý Hân Lượng | Chu Kỳ Ngọc |
|     | Nữ Y Minh Phi Truyện   | Hoàng Hiên   | Chu Kỳ Ngọc |